# Lemahmukti
Lemahmukti is een bestuurslaag in het regentschap Karawang van de provincie West-Java, Indonesië. Lemahmukti telt 4183 inwoners (volkstelling 2010).